# 卡顿瓦利 (路易斯安那州)
卡顿瓦利（英語：Cotton Valley）是美国路易斯安那州下属的一座城市。根据2010年美国人口普查，该市有人口1,009人。建置上，属于“town”。